# Stralsundische Zeitung
Die Stralsundische Zeitung erschien von 1760 bis 1934 in Stralsund. Sie war die am längsten bestehende Zeitung in Vorpommern.

## Geschichte
Am 1. Januar 1760 erschien die erste Ausgabe der Neuestens Weltbegebenheiten in Stralsund, der Hauptstadt von Schwedisch Pommern durch Hieronymus Johann Struck, der zuvor Universitätsdrucker in Greifswald gewesen war. Sie erschien zunächst zweimal wöchentlich, dann täglich.  
Seit 1772 hieß sie Stralsundische Zeitung.
Sie wurde auch nach dem Tod des Gründers 1776 durch seine Nachkommen weitergeführt, zuletzt durch Dr. Ferdinand Struck (1831/32–1908) und dessen Sohn Ferdinand Struck (1866–1933).
Die Stralsundische Zeitung war die wichtigste Tageszeitung in Stralsund, 1908 betrug ihre Auflage etwa 7500 Exemplare.
1929 wurden der Stralsunder Anzeiger, der Franzburger Anzeiger und das Damgartener Tageblatt übernommen. Am 28. Juni 1934 erschien die letzte Ausgabe.